# Museu de Canterbury
O Museu de Canterbury é um museu em Christchurch, Nova Zelândia. Este pequeno museu provincial foi construído em 1867, e desde aí tem vindo a crescer em tamanho para incluir todo o diverso património natural e histórico. O museu tornou-se uma instituição grandemente-conhecida e internacionalmente visitada. O museu tema mais de 2 milhões de items de colecção e especializa-se em história maori, europeia e antárctica.